# Cechetra scotti
Cechetra scotti is een vlinder uit de familie van de pijlstaarten (Sphingidae). De wetenschappelijke naam van de soort werd in 1920 gepubliceerd door Lionel Walter Rothschild als Cechenena scotti.